# Echiniscus murrayi
Echiniscus murrayi är en djurart som tillhör fylumet trögkrypare, och som beskrevs av Iharos 1969. Echiniscus murrayi ingår i släktet Echiniscus och familjen Echiniscidae. Inga underarter finns listade i Catalogue of Life.